# Setter Gordon

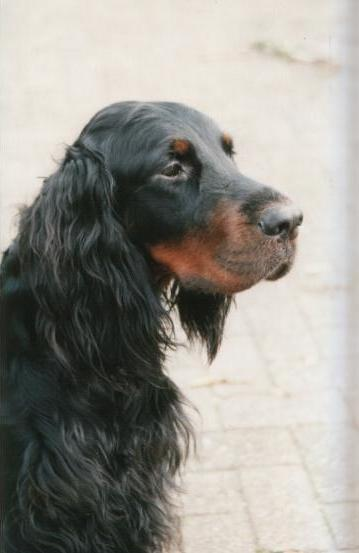
Un setter Gordon

Setter Gordon este o rasă de câini britanică recunoscută de FCI (FCI Grupa 7, Secțiunea 2.2, Standardul nr. 6).

## Denumiri
- Denumirea oficială FCI: Gordon Setter
- Standard FCI: Nr. 2 (1924)
- Țara de origine: Marea Britanie

## Istoric
Rasa își are originile în câinii prepelicari, care au fost folosiți pe scară largă la vânătoare, în special în Scoția, și de aceea au fost numiți inițial setteri scoțieni. Pe la mijlocul secolului al XIX-lea, crescătorii au dezvoltat un tip stabil al acestor câini și a fost creată baza rasei cu pedigree de astăzi.
În 1924, rasa a fost numită Gordon Setter de către British Kennel Club după crescătorul Alexander Gordon, al 4-lea Duce de Gordon (Banffshire).

## Descriere
Acest setter este un câine de vânătoare cu o înălțime de până la 66 cm și o greutate de până la 29,5 kg. Blana este de un negru de cărbune, lucios, fără strălucire ruginie, cu un roșu castaniu. Părul este drept și fără bucle sau valuri pe orice altă parte a corpului, franjurii de pe burtă pot continua până la piept și gât. Urechile câinilor sunt de talie medie și subțiri, așezate jos și atârnând aproape de cap.

## Apariții în film
- 1977 Albul Bim - Ureche neagră – film sovietic în regia lui Stanislav Rostoțki